# Dianthus deserti
Dianthus deserti là loài thực vật có hoa thuộc họ Cẩm chướng. Loài này được Kotschy mô tả khoa học đầu tiên năm 1866.